# Jon Ludvig Hammer
Jon Ludvig Nilssen Hammer (ur. 2 czerwca 1990 w Bergen) – norweski szachista i trener szachowy (FIDE Trainer od 2014), arcymistrz od 2009 roku.

## Kariera szachowa
W latach 2003–2008 kilkukrotnie reprezentował Norwegię na mistrzostwach świata juniorów w różnych kategoriach wiekowych. Wielokrotnie startował w finałach indywidualnych mistrzostwach Norwegii, zdobywając trzy medale: złoty (2013), srebrny (2008) oraz brązowy (2012).
W 2013 r. uczestniczył w rozegranym w Tromsø turnieju o Puchar Świata, w pierwszych dwóch rundach pokonując Siergieja Mowsesiana i Davida Navarę, a w III przegrywając z Gatą Kamskim.
Reprezentował Norwegię w turniejach drużynowych, m.in.:
- trzykrotnie na olimpiadach szachowych (w latach 2008, 2010, 2014)[3],
- dwukrotnie na drużynowych mistrzostwach Europy (w latach 2007, 2009); medalista: indywidualnie – brązowy (2009 – na I szachownicy)[4].

Normy na tytuł arcymistrza wypełnił w Cappelle-la-Grande (2007), Skovbo (2008, dz. I m. wspólnie z Kaido Külaotsem) oraz w Gjøviku (2008/09, I m.). Do innych jego międzynarodowych sukcesów należą m.in.:
- dz. I m. w Gausdal (2008, turniej Gausdal Classics GM-B, wspólnie z Feliksem Lewinem i Aloyzasem Kveinysem),
- II m. w Oslo (2008, za Aloyzasem Kveinysem),
- dz. I m. w Oslo (2009, wspólnie z Aloyzasem Kveinysem, Emanuelem Bergiem, Bartłomiejem Macieją i Leifem Johannessenem),
- I m. w Londynie (2009, turniej London Chess Classic Open),
- II m. w Malmö (2010, turniej Sigeman & Co, za Aniszem Girim),
- dz. I m. w Oslo (2010, wspólnie z Markiem Hebdenem),
- dz. I m. w Reykjaviku (2011, turniej Reykjavík Open, wspólnie m.in. z Kamilem Mitoniem i Jurijem Kuzubowem),
- dz. I m. w Arinsalu (2012, turniej XXX Open Internacional d’Andorra, wspólnie z Kiriłem Georgiewem, Julenem Luisem Arizmendim Martinezem i Miguelem Illescasem Cordobą),
- I m. w Londynie (2013), turniej 5th London Chess Classic Open 2013,
- I m. w Sztokholmie (turnieje Rilton Cup, 2013/14[5] oraz 2014/15[6] – wspólnie z Tigerem Hillarpem Perssonem).

Najwyższy ranking w dotychczasowej karierze osiągnął 1 lutego 2016 r., z wynikiem 2705 punktów zajmował wówczas 2. miejsce (za Magnusem Carlsenem) wśród norweskich szachistów.